# Bones (film 2001)
Bones è un film del 2001 diretto da Ernest Dickerson.

## Trama
Estate 1979: Jimmy Bones, rispettato e amato dalla gente del suo quartiere che protegge, viene tradito e brutalmente assassinato dal poliziotto corrotto Lupovich. L'elegante casa di Bones diventa la sua tomba. 22 anni dopo, l'intero quartiere è degenerato in un ghetto e la sua casa è in rovina. Quattro adolescenti ristrutturano la casa per trasformarla in una discoteca, completamente ignari del fatto che nel farlo stanno liberando l'anima torturata di Jimmy, che grida vendetta. Gelida e sanguinosa è la scia che il fantasma di Jimmy lascia dietro di sé nella sua ricerca di vendetta, e i suoi assassini non hanno ancora idea del destino crudele che li attende. Con ogni vittima, l'orrore cresce e la vendetta di Bones è diretta contro chiunque si metta sulla sua strada.

## Accoglienza
Il film ha ricevuto recensioni generalmente negative. Su Rotten Tomatoes il film riporta una valutazione del 25%, basata su 71 recensioni, con una valutazione media di 3,9/10. Su Metacritic, il film ha un punteggio medio ponderato di 42 su 100, basato su 21 critici, che indica "recensioni miste o medie".